# Emilija - Romanja
Emilija - Romanja (v italijanskem izvirniku Emilia-Romagna [emìlja romànja], emilijsko-romanjsko Emégglia-Rumâgna), je ena od dvajsetih dežel, ki sestavljajo Italijo in italijanska dežela z običajnim statutom v severovzhodni Italiji. Meri okoli 22.500 km2 in šteje 4 in pol milijona prebivalcev. Na severu meji z deželama Benečijo in Lombardijo, na zahodu s Piemontom in Ligurijo, na jugu s Toskano, Marke in republiko San Marino ter na vzhodu z Jadranskim morjem. Do leta 2015 se je delila na devet pokrajin, po spremembi upravne ureditve januarja 2015 pa je Emilija-Romanja razdeljena na osem pokrajin in metropolitansko mesto Bologna s 55 občinami, ki je zamenjala Bologno. Druge pokrajine so: Ferrara (21 občinami), Forlì-Cesena  (s 30 občinami), Modena (s 47 občinami, Parma (s 44 občinami, Piacenza (s 46 občinami, Ravenna (z 18 občinami), Reggio Emilia (z 42 občinami), Rimini (s 25 občinami).

## Zemljepisna lega in podnebje
Polovica dežele (48 %) je ravnina, četrtina (27 %) je gričevnata in četrtina (25 %) gorata. Ravninski del je v glavnem Padska nižina, in sicer desni breg reke Pad, in doline ob njenih pritokih. Gorovje so Apenini, ki potekajo v smeri severozahod-jugovzhod in ki dosežejo najvišjo točko z Monte Cimone (2163 m). Ta odsek Apeninov je geološko posebno zanimiv zaradi velike raznolikosti v sestavu, ki izhaja iz dolge dobe nastajanja tega gorstva. Hribovje je prepredeno z vodnimi tokovi. ki se večinoma izlivajo v Pad; večje reke so Trebbia, Taro, Secchia in Panaro. Tudi Reno se je včasih izlivala v Pad, a so jo v 17. stoletju preusmerili v samostojen izliv južno od Valli di Comacchio. Nekaj manjših rek, ki se izlivajo naravnost v morje, je hudourniškega značaja.
Podnebje je sub-kontinentalno, z mrzlimi zimami in vročimi soparnimi poletji. Velika Padska nižina močno vpliva na vremenske pogoje, posebno z gosto meglo, ki preprečuje tudi blažilni učinek Jadranskega morja. Tako je na primer v Bologni srednja zimska temperatura 3 °C, srednja poletna pa 23 °C. Dežuje največ spomladi in jeseni, pozimi rado sneži in ob morski obali piha burja. 

## Zgodovina
Emilia-Romagna je sestavljena iz združitve dveh zgodovinskih in geografskih regij, Romanje in Emilije, vendar ne gre za dve ozemlji, ki sta bili združeni, pač pa za isto ozemlje gledano iz dveh vidikov. Sicer so prebivalci zelo ponosni na pristno pripadnost samo enemu od dveh izvorov, zato "romanjolec" ne mara biti "emilijan" in obratno. Toda tega so velikokrat krive stare navade, ki segajo še v 19. stoletje, ko sta bili združeni dve etnični enoti brez skupne zgodovine, Emilija od vselej laična, Romanja pa skozi dvanajst stoletij pod oblastjo papeške države.

### Romanja
Romanja je zemljepisno ozemlje, ki se razteza ob jadranski obali južno od Pada za približno 100 km in v širino do Apeninskih vrhov. Administrativno je vključena v deželo Emilija - Romanja (70 %), a sega tudi v deželo Toskano (20 %) in v deželo Marke (10 %) in zajema Republiko San Marino. Ime je dobila po Bizantincih, ki so vladali na tem področju od leta 538 do leta 751. Ker so se smatrali za edine predstavnike Rimskega imperija, so se Bizantinci radi imenovali "romani", zato so svoja posestva v Italiji imenovali "Romània". Področje ima vse geološke značilnosti "prehodnega ozemlja", saj dejansko povezuje Padsko nižino s polotokom. Te značilnosti so globoko vplivale tudi na zgodovinski razvoj dežele, ko so bili ti kraji tudi politično stičišče med severom in jugom. Verjetno so prav te zemljepisne in nato zgodovinske razmere pogojevale celo gospodarstvo, saj je tukaj tisočletno sožitje dolinskega in hribovskega kmetovanja doseglo izredne ekonomske uspehe.

### Emilija
Emilija je zgodovinsko ime ozemlja med Jadranskim morjem, reko Pad in Apenini, praktično današnje dežele Emilija - Romanja. V prvem stoletju je bila to Aemilia (izg. Emilja), Rimska regija, imenovana po cesti, ki je vodila iz prestolnice na sever in vzdolž katere so zrasla velika bivalna središča in pozneje mesta. Po Rimljanih so si ozemlje lastili Langobardi, Bizantinci, nato papeži. Ozemlje se je razdrobilo na več kneževin (ducati, izg. dukati) in skupno ime Emilia je šlo v pozabo. Langobardi so jo preimenovali v Lombardia ali Longobardia, a tudi to ime se ni oprijelo, ker dejansko dežela kot enotna skupnost ni obstajala. Ko so začele komune izpodrivati fevdalni sistem, je bila dežela prizorišče stalnih spopadov, saj so si bila mesta relativno blizu. Stanje se je še poslabšalo, ko so v 13. stoletju nasprotovanja zrasla v boj med gvelfi in gibelini. Ker se nobena od komun ni razvila v dovolj močno sinjorijo, sta si končno razdelili oblast dve tuji sinjoriji, Este iz Ferrare in Visconti iz Milana. Ta razdelitev je ostala tudi po propadu sinjorij in v 18. stoletju so posestva hiše Este prišla najprej v avstrijske roke, nato pod Savojce. Ostali del Emilije je šel Borboncem in nato Francozom in šele leta 1860 Savojcem. Ti so spet uvedli ime Emilija.

### Današnja ureditev
Republiška ustava je dodala zgodovinski Emiliji Bologno, Ferraro ter vso Romanjo in deželo imenovala Emilija - Romanja. Glede na zgodovinsko preteklost, ki je bila za razne kraje dežele zelo različna, se danes smatrajo za emilijanska mesta Piacenza, Parma, Reggio Emilia, Modena, Ferrara in Bologna (z bližnjo okolico). Spadajo pod Romanjo pa Ravenna, Rimini, Forlì, Cesena in del metropolitanske bolonjske pokrajine (Imola).

## Gospodarstvo
Gospodarstvo Emilije - Romanje sloni predvsem na kmetijstvu, saj neobdelane zemlje ni več kot 9 %, čeprav so vključene v ta odstotek tudi soline in mokrišča (Valli di Comacchio), ki so drugače donosna zemljišča. Pri tem je treba omeniti, da je skoraj 70 % obdelane površine pridobljene s sanacijo poplavljenih ozemelj in bonifikacijami močvirnatih področij, ki so se v teh krajih začele že v dobi Rimskega cesarstva in se še danes niso zaključile. Prideluje se največ pšenica, koruza in riž v nižinah, v višjih predelih pa oves, ječmen in ajda. Razen žita sta pomembni sladkorna pesa in konoplja, pa tudi povrtnine (paradižnik), vinska trta in sadje. Tudi živinoreja je dobro razvita. 
Značilnost gospodarstva Emilije - Romanje je skoraj popolna odsotnost velikih podjetij. Razen nekaterih korporacij živilske industrije in avtomobilskega sektorja (Modena) je vsa ekonomija v rokah malih in srednje velikih podjetij. Tako se na primer kar v 22 tovarnah pridobiva sladkor iz pese. Nešteto je podjetij, ki se bavijo s predelavo in konzerviranjem povrtnin in sadja ter s proizvodnjo sirov in salam.
Kot je ugotovila raziskava ISTAT, je bila v obdobju 1995-2002 Emilija - Romanja najbogatejša italijanska dežela, s čistim letnim dohodkom 17.700 evrov na osebo. Po anketi Eurostat iz leta 2002 [2] jo to postavlja na 23. mesto v Evropi.